# Provincia de Zondoma
Zondoma es una de las 45 provincias de Burkina Faso, su capital es Gourcy.

## Departamentos (población estimada a 1 de julio de 2018)
La provincia está dividida en cuatro departamentos:
- Bassi 29,914
- Boussou 32,700
- Gourcy 114,396
- Léba 14,741
- Tougo 42,869